# Mbeya City FC
El Mbeya City FC es un equipo de fútbol de Tanzania que juega en la Liga tanzana de fútbol, primera división de fútbol en el país.

## Historia
Fue fundado en 2011 en la ciudad de Mbeya y es propiedad del Consejo Municipal de Mbeya.
En su segunda temporada en la segunda categoría consiguen el ascenso a la Liga tanzana de fútbol para la temporada 2013-14 luego de obtener el segundo lugar de la liga
En su primera temporada en la máxima categoría terminan en tercer lugar a 12 puntos de distancia del campeón Azam FC, y en esa temporada fue el primer equipo de Tanzania en participar en la Copa CECAFA Nile Basin en la edición de 2014 celebrada en Sudán, donde fueron eliminados en los cuartos de final por el eventual campeón del torneo Victoria University SC de Uganda.

## Participación en competiciones internacionales

### CECAFA
| Temporada | Torneo                 | Ronda            | Club                   | Resultado |
| --------- | ---------------------- | ---------------- | ---------------------- | --------- |
| 2014      | Copa CECAFA Nile Basin | Fase de grupos   | Académie Tchité FC     | 3-2       |
| 2014      | Copa CECAFA Nile Basin | Fase de grupos   | AFC Leopards           | 1-2       |
| 2014      | Copa CECAFA Nile Basin | Fase de grupos   | Etincelles FC          | 0-0       |
| 2014      | Copa CECAFA Nile Basin | Cuartos de final | Victoria University SC | 0-1       |